# Forcipomyia hunjiangensis
Forcipomyia hunjiangensis är en tvåvingeart som beskrevs av Qu och Ye 1995. Forcipomyia hunjiangensis ingår i släktet Forcipomyia och familjen svidknott.
Artens utbredningsområde är Jilin (Kina). Inga underarter finns listade i Catalogue of Life.